# Aniva
Aniva (rusky Ани́ва) je město v Sachalinské oblasti v Ruské federaci. Při sčítání lidu v roce 2010 měla přes devět tisíc obyvatel.

## Poloha
Aniva leží na jižním pobřeží Sachalinu u ústí Ljutogy do Anivského zálivu přibližně 40 kilometrů jihozápadně od Južno-Sachalinsku.

## Dějiny
Aniva byla založena roku 1886 jako vesnice jménem Ljutoga podle stejnojmenné řeky. V roce 1905 přešla s celou oblastí na základě Portsmouthské mírové smlouvy pod kontrolu Japonska, které ji pojmenovalo Rútaka (japonsky 留多加町). Koncem druhé světové války obsadila 26. srpna 1945 ves Rudá armáda a oblast připadla Sovětskému svazu. Dne 5. června 1946 byla ves povýšena na město pod novým jménem Aniva přiděleným podle jména zálivu.